# Danny Don't You Know
Danny Don’t You Know är en låt av det amerikanska komedibandet Ninja Sex Party som släpptes som deras artonde singel den 25 juni 2018. Låten är med på deras sjätte studioalbum Cool Patrol, släppt den 17 augusti 2018.